# Tasos Mitropoulos
Tasos Mitropoulos (grekiska: Τάσος Μητρόπουλος), född 23 augusti 1957 i Volos, är en grekisk politiker och före detta fotbollsspelare.

## Fotbollskarriär

### Klubblagskarriär
Mitropoulos spelade mest nämnvärt för Olympiakos i hemlandet, men representerade även de inhemska rivalerna AEK Aten och  Panathinaikos.

### Landslagskarriär
Han spelade 77 A-landskamper för Greklands landslag. Han agerade lagkapten för Grekland i VM 1994, en turnering där Mitropoulos spelade sina sista landskamper.

## Efter fotbollen
Mitropoulos har varit politiker för partiet Ny demokrati. Han har varit kommunalråd och vice borgmästare i Pireus.